# Nama dichondrifolium
Nama dichondrifolium är en strävbladig växtart som beskrevs av Standley. Nama dichondrifolium ingår i släktet Nama och familjen strävbladiga växter. Inga underarter finns listade i Catalogue of Life.